# Amt Kierspe

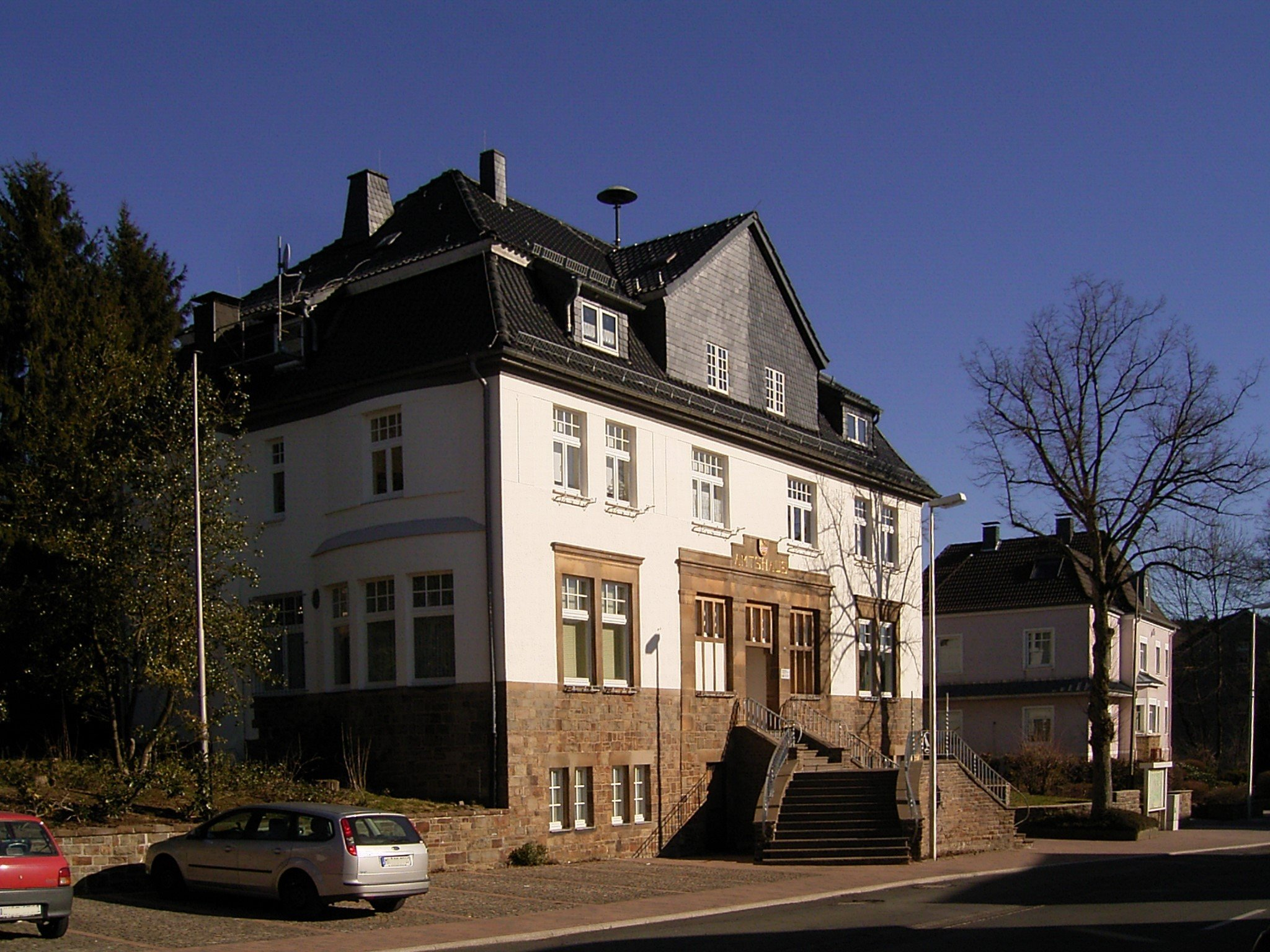
Altes Amtshaus

Das Amt Kierspe war ein Amt im Kreis Altena in Nordrhein-Westfalen. Im Rahmen der nordrhein-westfälischen Gebietsreform wurde das Amt zum 1. Januar 1969 aufgelöst.

## Geschichte
Im Rahmen der Einführung der Landgemeindeordnung für die Provinz Westfalen wurde 1846 im Kreis Altena das Amt Kierspe gebildet. Dem Amt gehörten die beiden Gemeinden Kierspe und Rönsahl an.
Das Amt Kierspe wurde zum 1. Januar 1969 durch das Gesetz zur Neugliederung des Landkreises Altena und der kreisfreien Stadt Lüdenscheid aufgelöst. Seine beiden Gemeinden wurden unter Hinzufügung von Teilen der Gemeinde Lüdenscheid-Land zur neuen Stadt Kierspe zusammengeschlossen, die auch Rechtsnachfolgerin des Amtes ist und seit 1975 zum Märkischen Kreis gehört.

## Einwohnerentwicklung
| Jahr | Einwohner | Quelle |
| ---- | --------- | ------ |
| 1859 | 4.382     | [ 2 ]  |
| 1871 | 4.240     | [ 3 ]  |
| 1885 | 4.060     | [ 4 ]  |
| 1910 | 5.691     | [ 5 ]  |
| 1925 | 6.241     | [ 6 ]  |
| 1939 | 7.772     | [ 6 ]  |
| 1950 | 10.251    | [ 7 ]  |
| 1961 | 12.077    | [ 8 ]  |